# Зондский чирок
Зо́ндский чиро́к (лат. Anas gibberifrons) — водоплавающая птица семейства утиных. Международный союз орнитологов не выделяет подвидов.

## Описание
Это пятнисто-коричневая утка с белыми и зелеными проблесками на крыльях. Самцы и самки серого чирка имеют одинаковую окраску, в противоположность каштановому чирку, у которого самцы и самки разительно отличаются. Номинативный вид серого чирка почти одинаков по окраске с самкой каштанового чирка и может быть идентифицирован только по более светлой окраске клюва, более бледному лицу особенно по выпуклой передней части головы. Андаманский чирок имеет больше белого на передней части головы и вокруг глаз. Чирок острова Реннелл похож на меньшего по размеру номинативный вид с более коротким клювом. Молодые особи бледнее взрослых, особенно голова.

## Места обитания
Ищет открытые влажные равнины на Андаманских островах и в Индонезии.

## Размножение
Зондский чирок вьёт гнезда преимущественно вблизи чистой воды озер и болот, обычно на земле, но также и в углублениях или норах кроликов.

## Голос
Это певчая утка, особенно по ночам. Самец издает мягкое «прип», а самка отвечает кряканьем.

## Глобальные ссылки
- BirdLife Species Factsheet
- IUCN Red List (недоступная ссылка)